# 炭焼島
炭焼島（すみやきじま）は、千葉県鴨川市にある無人島。面積およそ0.01km²。江見漁港の突端にあり大きな環礁でできている。渡船を利用して渡ることができる。
炭焼島周辺には歩いて渡れる「前島」や釣りができる江見港がある。
江見港では磯釣りではイシダイや大型のクロダイ、メジナが釣ることができ、サビキ釣りでアジやイワシ、ウミタナゴ、また、外海側では投げ釣りでシロギスやイシモチ、ハゼなども面白いように釣れる。